# Liste der denkmalgeschützten Objekte in Pšov
Grundlage dieser Liste der denkmalgeschützten Objekte in Pšov ist die ÚSKP-Liste (Ústřední seznam kulturních památek České republiky, deutsch Zentrale Liste der Kulturdenkmäler der Tschechischen Republik), die von der tschechischen Denkmalschutzbehörde NPÚ (Národní památkový ústav, deutsch Nationale Denkmalbehörde) seit 1987 geführt wird und an die seit dem Jahr 1850 geschaffenen Listen anschließt.

## Denkmalgeschützte Objekte in der Gemeinde Pšov nach Ortsteilen

### Borek(Worka)
| Lage                                    | Objekt             | Beschreibung                                         | ÚSKP-Nr.                 | Bild           |
| --------------------------------------- | ------------------ | ---------------------------------------------------- | ------------------------ | -------------- |
| Borek, nordwestlich des Orts (Standort) | Burg Štědrý Hrádek | Burg Štědrý Hrádek, Ruinen und archäologische Spuren | 30359/4-762 Info Katalog | weitere Bilder |
| Borek, náves (Standort)                 | Kapelle            | Kapelle am Dorfplatz                                 | 33715/4-761 Info Katalog | Kapelle        |

### Chlum(Klum)
| Lage               | Objekt                                  | Beschreibung                            | ÚSKP-Nr.                  | Bild                                    |
| ------------------ | --------------------------------------- | --------------------------------------- | ------------------------- | --------------------------------------- |
| Chlum (Standort)   | Kirche St. Ägidius                      | Kirche St. Ägidius                      | 18535/4-830 Info Katalog  | weitere Bilder                          |
| Chlum 1 (Standort) | Haus Nr. 1                              | Bauerngehöft                            | 102415 Info Katalog       | Haus Nr. 1                              |
| Chlum (Standort)   | Skulpturengruppe der hl. Dreifaltigkeit | Skulpturengruppe der hl. Dreifaltigkeit | 39451/4-831 Info Katalog  | Skulpturengruppe der hl. Dreifaltigkeit |
| Chlum (Standort)   | Statue des hl. Johannes von Nepomuk     | Statue des hl. Johannes von Nepomuk     | 33637/4-4212 Info Katalog | Statue des hl. Johannes von Nepomuk     |

### Kobylé(Kobyla)
| Lage                                                   | Objekt                                                          | Beschreibung             | ÚSKP-Nr.                 | Bild           |
| ------------------------------------------------------ | --------------------------------------------------------------- | ------------------------ | ------------------------ | -------------- |
| Kobylé 4, gegenüber von Kirche und Friedhof (Standort) | Bauernhaus Nr. 4                                                | Bauerngehöft             | 19848/4-908 Info Katalog | weitere Bilder |
| Kobylé (Standort)                                      | Kirche Mariä Himmelfahrt oder der Erhöhung des Heiligen Kreuzes | Kirche Mariä Himmelfahrt | 15211/4-906 Info Katalog | weitere Bilder |

### Kolešov(Kolleschau)
| Lage               | Objekt                                  | Beschreibung                                                                     | ÚSKP-Nr.                 | Bild           |
| ------------------ | --------------------------------------- | -------------------------------------------------------------------------------- | ------------------------ | -------------- |
| Kolešov (Standort) | Skulpturengruppe der hl. Anna mit Maria | Skulpturengruppe der hl. Anna mit Maria von 1845, seit 1970 im Museum in Žlutice | 19719/4-911 Info Katalog | weitere Bilder |

### Močidlec(Modschiedl)
| Lage                   | Objekt                                            | Beschreibung | ÚSKP-Nr.                 | Bild                                              |
| ---------------------- | ------------------------------------------------- | --- | ------------------------ | ------------------------------------------------- |
| Močidlec (Standort)    | Statue des hl. Johannes von Nepomuk               | Statue des hl. Johannes von Nepomuk | 17605/4-946 Info Katalog | Statue des hl. Johannes von Nepomuk               |
| Močidlec (Standort)    | Kirche Jakobus des Älteren                        | Ursprünglich eine gotische Kirche aus der Mitte des 14. Jahrhunderts, nach einem Brand Ende des 18. Jahrhunderts im Barockstil umgebaut. Kirche Jakobus des Älteren (1782), Friedhof und Umfassungsmauer mit Tor. | 27375/4-942 Info Katalog | weitere Bilder                                    |
| Močidlec (Standort)    | Statue Ecce Homo                                  | Statue Ecce Homo | 46036/4-945 Info Katalog | Statue Ecce Homo                                  |
| Močidlec (Standort)    | Säule mit Skulpturengruppe der hl. Dreifaltigkeit | Säule mit Skulpturengruppe der hl. Dreifaltigkeit | 27752/4-943 Info Katalog | Säule mit Skulpturengruppe der hl. Dreifaltigkeit |
| Močidlec 38 (Standort) | Pfarrhaus Močidlec                                | Pfarrhaus | 38133/4-944 Info Katalog | Pfarrhaus Močidlec                                |

### Novosedly(Nebosedl)
| Lage                    | Objekt                          | Beschreibung                           | ÚSKP-Nr.                  | Bild |
| ----------------------- | ------------------------------- | -------------------------------------- | ------------------------- | ---- |
| Novosedly 20 (Standort) | Taubenhaus am Bauernhaus Nr. 20 | Bauerngehöft, davon nur das Taubenhaus | 25180/4-4182 Info Katalog | BW   |

### Semtěš(Semtisch)
| Lage              | Objekt      | Beschreibung | ÚSKP-Nr.                  | Bild           |
| ----------------- | ----------- | ------------ | ------------------------- | -------------- |
| Semtěš (Standort) | Mariensäule | Mariensäule  | 32768/4-1026 Info Katalog | weitere Bilder |